# 559. grenadirski polk (Wehrmacht)
559. grenadirski polk (izvirno nemško 559. Grenadier-Regiment; kratica 559. GR) je bil pehotni polk Heera v času druge svetovne vojne.

## Zgodovina
Polk je bil ustanovljen 15. oktobra 1942 s preimenovanjem 559. pehotnega polka in dodeljen 331. pehotni diviziji. 30. maja 1944 je bil polk razpuščen.
Ponovno je bil ustanovljen 24. marca 1944 s preimenovanjem Grenadirskega polka Wahn 2; uničen je bil avgusta leta 1944 v Normandiji.